# فضيحة الاعتداء الجنسي في الأبرشية الإنجيلية
فضيحة الاعتداء الجنسي في الأبرشية الانجيلية في سيدني قد أثر بشكل كبير على الطائفة الإنجيلية في سيدني في حين معظم فضائح الاعتداءات الجنسية الأخرى حصلت في كنائس كاثوليكية.

## اقرأ أيضا
- تقرير مورفي
- شبكة الناجين من الاعتداءات الجنسية من قبل الكهنة